# Le Crocodile (émission de télévision)
Pour les articles homonymes, voir Le Crocodile.
Le Crocodile (arabe : التمساح) est l'une des émissions de caméra cachée de Moez Ben Gharbia. Produite par V Production et diffusée sur la chaîne télévisée tunisienne Ettounsiya TV durant le mois de ramadan 2012, elle est présentée par Wassim Herissi.

## Personnalités
Le but de l'émission est de bloquer une personnalité (présentateur, acteur, homme politique, etc.) dans un ascenseur et de placer un homme avec un crocodile devant la porte. L'émission est inspirée d'émissions étrangères.
| Nom                                                                                                   | Profession                                                                             | Date de la diffusion de l'émission |
| --- | -------------------------------------------------------------------------------------- | ---------------------------------- |
| Ala Chebbi                                                                                            | Présentateur de l'émission Andi Mankolek                                               | 20 juillet 2012                    |
| Samir El Wafi                                                                                         | Présentateur d'Essaraha Raha                                                           | 21 juillet 2012                    |
| Walid Abdallah                                                                                        | Présentateur du Journal de 20 heures                                                   | 22 juillet 2012                    |
| Ibrahim Kassas                                                                                        | Constituant                                                                            | 23 juillet 2012                    |
| Meriem Ben Mami                                                                                       | Actrice                                                                                | 24 juillet 2012                    |
| Klay BBj Mohamed Amine Hamzaoui                                                                       | Rappeur                                                                                | 25 juillet 2012                    |
| Lotfi Abdelli                                                                                         | Acteur                                                                                 | 26 juillet 2012                    |
| Samia Abbou                                                                                           | Constituante                                                                           | 27 juillet 2012                    |
| Wassim Herissi Naïma El Jeni                                                                          | Animateur Actrice                                                                      | 28 juillet 2012                    |
| Chamseddine Bacha Mounira Hamdi                                                                       | Chanteur Chanteuse                                                                     | 29 juillet 2012                    |
| Chokri Belaïd Aymen Zouaghi                                                                           | Constituant                                                                            | 30 juillet 2012                    |
| Mohamed Ali Nahdi                                                                                     | Acteur                                                                                 | 31 juillet 2012                    |
| Mokhtar Tlili                                                                                         | Entraîneur                                                                             | 1er août 2012                      |
| Fayçal Lahdhiri Bassem Hamraoui Mohamed Arbi Mezni                                                    | Acteur                                                                                 | 2 août 2012                        |
| Jamila Chihi Kaouther Belhaj                                                                          | Actrice                                                                                | 3 août 2012                        |
| Mariem Ben Chaâbane                                                                                   | Actrice                                                                                | 4 août 2012                        |
| Sofien Dahech Mourad Ben Nafla                                                                        | Acteur                                                                                 | 5 août 2012                        |
| Hédi Tounsi Slah Mosbah                                                                               | Chanteur                                                                               | 6 août 2012                        |
| Abderrazek Chebbi                                                                                     | Présentateur                                                                           | 7 août 2012                        |
| Aïcha Khiari                                                                                          | Actrice                                                                                | 8 août 2012                        |
| Souad Abderrahim                                                                                      | Constituante                                                                           | 9 août 2012                        |
| Rania Gabsi                                                                                           | Actrice                                                                                | 10 août 2012                       |
| Khaled Hosni Borhen Bsaïes                                                                            | Entraîneur Homme politique                                                             | 11 août 2012                       |
| Leila Chebbi                                                                                          | Actrice                                                                                | 12 août 2012                       |
| Sihem Badi                                                                                            | Ministre                                                                               | 13 août 2012                       |
| Samir Ben Amor Samir Taïeb Samir Dilou                                                                | Constituant Ministre                                                                   | 14 août 2012                       |
| Manel Amara                                                                                           | Chanteuse                                                                              | 15 août 2012                       |
| Iyed Dahmani Yassine Brahim Jaouhar Ben Mbarek Lotfi Zitoun                                           | Constituant Homme politique                                                            | 16 août 2012                       |
| Mehdi Ben Gharbia Tarak Mekki Fathi El Mouldi Haythem El Mekki Moez Zarai Ilyes Gharbi Moncef Ouerghi | Constituant Homme politique et homme d'affaires Présentateur Spécialiste d'art martial | 17 août 2012                       |
| Best of                                                                                               | Best of                                                                                | 18 août 2012                       |